# Força Aérea da Áustria

Símbolo da Força Aérea da Áustria.

A Força Aérea da Áustria, ou também conhecida como Aeronáutica da Áustria (em alemão: Österreichische Luftstreitkräfte) é o ramo aéreo das Forças Armadas da Áustria. Foi criada em Maio de 1955 pelas Forças Aliadas vitoriosas, ela foi formada como parte das Forças Armadas alemãs (o Bundesheer). Tal como a Alemanha, havia algumas restrições sobre ela, como não sendo capaz de utilizar o míssil ar-ar (AAMS) ou o míssil terra-ar (SAMS), até a década de 1990.

## Fotos

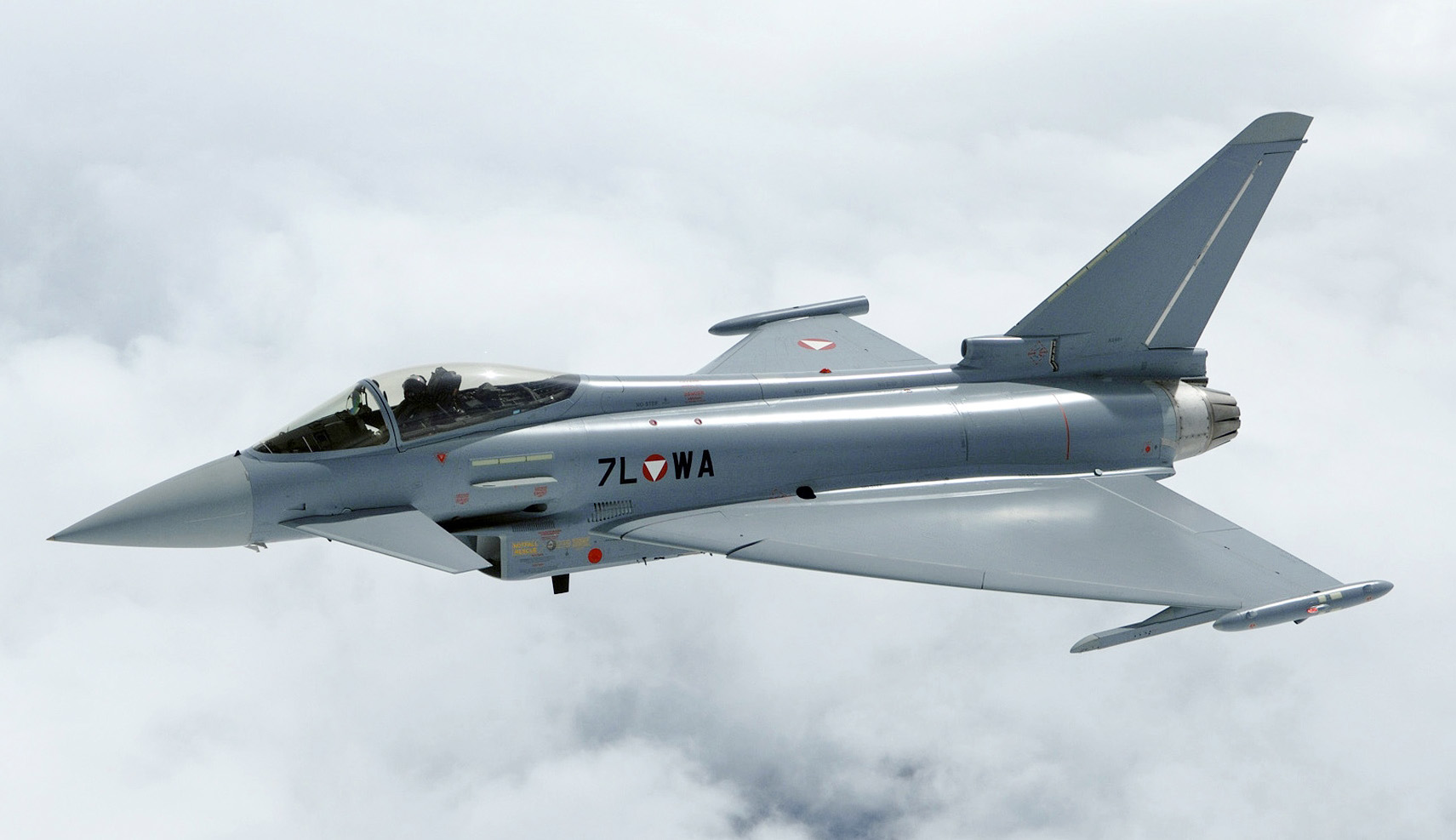
Um caça Typhoon da Áustria.
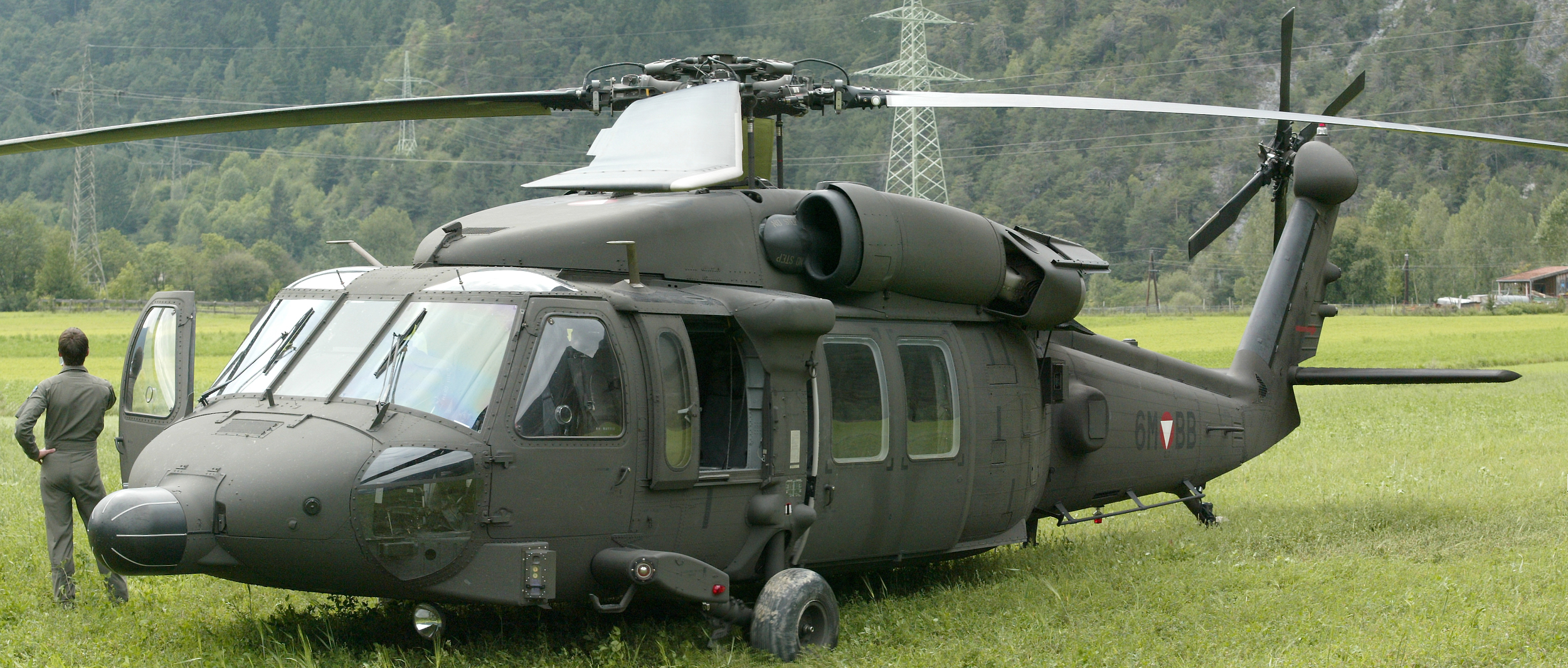
Um UH-60 austríaco.